# L'Oiseau et l'Enfant
Chansons représentant la France au Concours Eurovision de la chanson
Un, deux, trois
(1976) Il y aura toujours des violons
(1978)
Chansons ayant remporté le Concours Eurovision de la chanson
 Save Your Kisses for Me
(1976)  A-Ba-Ni-Bi
(1978)
Singles de Marie Myriam
Ma colombe
(1976) La Leçon de Prévert
(1977)
L'Oiseau et l'Enfant est une chanson qui a été écrite par Joe Gracy, dont la musique a été composée par Jean-Paul Cara et qui a été interprétée par Marie Myriam pour représenter la France au Concours Eurovision de la chanson 1977 à Londres, au Royaume-Uni. 
Grâce à cette chanson, Marie Myriam, alors âgée de 19 ans, remporta le concours avec 136 points, marquant la cinquième victoire de la France au Concours Eurovision de la chanson. Elle est aussi son premier tube, et restera son plus grand succès en matière de ventes de disques. Un an auparavant, Marie Myriam avait sorti un premier 45 tours, sous son seul prénom Myriam, intitulé Ma colombe sur une petite maison de disques, et qui n'avait rencontré le succès qu'au Québec. Grâce au succès au concours de l'Eurovision, au hit-parade, et au niveau des ventes de disques de L'Oiseau et l'Enfant, Marie Myriam se fait connaître en France comme au niveau international, et va connaître une belle carrière en France enchaînant les succès durant une dizaine d'années comme La leçon de Prévert  en 1977, Un homme libre en 1979, Sentimentale en 1982, Tout est pardonné en 1987 et Dis-moi les silences en 1988, et en chantant quelques génériques de dessins animés, reprenant par exemple celui de l'émission pour enfants L'Île aux enfants, ou enregistrant celui du dessin animé Le Merveilleux Voyage de Nils Holgersson au pays des oies sauvages. 
Même si elle ne parviendra jamais ensuite à vendre autant de disques avec un autre titre, contrairement à une idée répandue, L'Oiseau et l'Enfant n'est cependant pas son seul succès.

## Paroles
L'Oiseau et l'Enfant est un hymne à la paix avec une mélodie disco contenant des envolées lyriques. Le texte de la chanson, poétique,  évoque une petite fille qui vit dans la misère, plus vraisemblablement dans un pays en guerre, mais qui, à la vue d'un oiseau, s'émerveille, et qui imagine qu'elle  et lui pourraient  changer le monde et le rendre plus pacifique. Il s'agit d'une allusion implicite à la colombe, symbole de paix.
Il évoque aussi la vision du monde de l'oiseau, qui voit la beauté du monde. L'oiseau et l'enfant représentant tous deux les images de la beauté et de l'innocence du monde, face à sa cruauté. La petite fille rêve que son pays devienne un pays d'amour, un pays d'amour qui dans un cœur d'enfant n'a pas de frontières. La chanson est devenue ensuite le symbole de la ligue des droits de l'enfant.
Elle est intégralement interprétée en français, langue nationale, comme l'impose la règle à l'Eurovision entre 1976 et 1999.

## Concours Eurovision de la chanson

### Sélection nationale
Marie Myriam était l'une des quatorze participants à la sélection nationale française, Le Grand Concours de la chanson française 1977. Elle participe dans la 2e demi-finale, qu'elle remporte, ainsi que la finale où elle arrive en tête sur six participants.

### À Londres

Points pour la France lors du Concours Eurovision de la chanson 1977

L'Oiseau et l'Enfant fut interprétée en dix-huitième et dernière position (après Dream Express qui représentait la Belgique avec A Million in One, Two, Three). Lors de la prestation de Marie Myriam, elle portait une robe jaune et cinq autres chanteurs étaient présents sur le fond de la scène. L'orchestre était dirigé par Raymond Donnez. À noter que lors de l'Eurovision, le début de la chanson a été interprété a cappella.
La chanson remporte le concours avec 136 points, marquant la cinquième et dernière victoire de la France à l'Eurovision.

## Liste des pistes
| A1. | L'Oiseau et l'Enfant | 3:00 |
| B1. | On garde toujours    | 3:27 |

## Classements et certifications
| Classement (1977)                      | Meilleure position |
| -------------------------------------- | ------------------ |
| Allemagne (Media Control AG)           | 19                 |
| Autriche (Ö3 Austria Top 40)           | 15                 |
| Belgique (Flandre Ultratop 50 Singles) | 6                  |
| France (IFOP)                          | 1                  |
| Pays-Bas (Nederlandse Top 40)          | 17                 |
| Pays-Bas (Single Top 100)              | 23                 |
| Royaume-Uni (UK Singles Chart)         | 42                 |
| Suède (Sverigetopplistan)              | 5                  |
| Suisse (Schweizer Hitparade)           | 2                  |

| Classement (1977)           | Meilleure position |
| --------------------------- | ------------------ |
| Belgique (Flandre Ultratop) | 61                 |
| France (IFOP)               | 2                  |

### Certifications
| Pays   | Certification | Date | Ventes certifiées | Ventes réelles |
| ------ | ------------- | ---- | ----------------- | -------------- |
| France | Or            | 1977 | 500 000           | 1 300 000      |

## Postérité
Toujours chanté par Marie Myriam, le morceau est par la suite enregistré dans de nombreuses versions en langue étrangère, notamment en anglais (The Bird and the Child), en allemand (Der Vogel und das Mädchen, « L'Oiseau et la Jeune Fille »), en espagnol (El zagal y el ave azul, « Le Garçon et l'Oiseau bleu ») et dans sa langue maternelle, le portugais (A ave e a infância).
En 2006, Jean-Paul Cara créateur de la chanson, sort une version orientale en français et en anglais, arrangée par Philippe Baque et remixée par DJ Neesty.
En 2016, Kids United reprend le morceau dans son deuxième album Tout le bonheur du monde, dont les profits sont reversés à l'UNICEF.